# Seigi no Mikata wa Ateninaranai
Singles de SMAP
Can't Stop!! -LOVING-
(1991) Kokoro no Kagami
(1992)
Seigi no Mikata wa Ateninaranai (正義の味方はあてにならない, Être allié de la justice est peu fiable), est le deuxième single du groupe masculin japonais SMAP.

## Détails
Le single sort le 6 décembre 1991 sous format mini-CD single de 8 cm, il atteint la 10e place des classements hebdomadaires des ventes de l'oricon et se vend 129,460 exemplaires durant cette période, il est à ce jour le seul single du groupe à être le plus faiblement classé à l'oricon. Le single contient la chanson titre, la chanson face-B FISS OF FIRE, ainsi que leur versions en karaoké.
Contrairement à la chanson KISS OF FIRE, la chanson-titre ne sera pas retenue dans le premier album du groupe SMAP 001, qui sort le mois suivant. Elle figurera néanmoins dans certaines et prochaines compilations du groupe comme SMAP BOO, album de remix de 1995 et Smap Vest, compilation de 2001.

## Formation
- Masahiro Nakai (leader) : chœurs
- Takuya Kimura : chant principal, chœurs
- Katsuyuki Mori : chant principal, chœurs
- Tsuyoshi Kusanagi : chœurs (pistes n°1 et 2)
- Goro Inagaki : chœurs (pistes n°1 et 2)
- Shingo Katori : chœurs (pistes n°1 et 2)

## Liste des titres
La chanson originale est écrite par Megumi Ogura, composée par Koji Makaino et arrangée par Hiroshi Shinkawa ; la deuxième chanson est écrite par Hiromi Mori, composée par Koji Makaino et arrangée par Motoki Funayama.
| 1. | Seigi no Mikata wa Ateninaranai (正義の味方はあてにならない)                    | 5:15 |
| 2. | KISS OF FIRE                                                                    | 4:35 |
| 3. | Seigi no Mikata wa Ateninaranai (Original Karaoke) (正義の味方はあてにならない) |      |
| 4. | KISS OF FIRE (Original Karaoke)                                                 |      |